# منتخب بوركينا فاسو لكرة السلة للسيدات
منتخب بوركينا فاسو لكرة السلة للسيدات هو ممثل بوركينا فاسو الرسمي في المنافسات الدولية في كرة السلة للسيدات
.